# 近衛驃騎兵連隊 (デンマーク)
近衛驃騎兵連隊（デンマーク語: Gardehusarregimentet, GHR）は、デンマーク王立陸軍の騎兵部隊。主な任務は、動員部隊のさまざまな機能を担う近衛驃騎兵（ユサール）の訓練である。近衛驃騎兵連隊は、デンマーク陸軍の2つの現役騎兵連隊のうちの1つで、2001年に旧近衛驃騎兵連隊連隊、ゼーラント近衛騎兵連隊、デンマーク近衛騎兵連隊が合併して創設された。

## 遠隔

### 連隊の起源

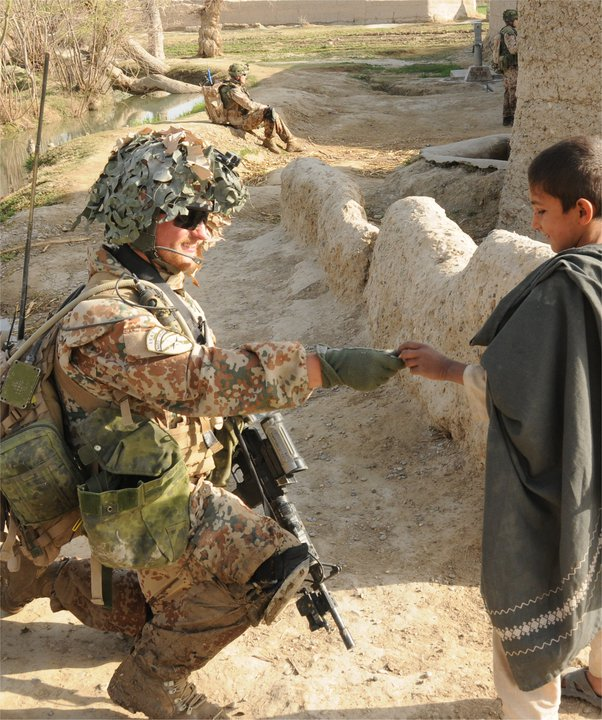
アフガニスタンのヘルマンドで地元住民と交流する近衛驃騎兵。

近衛驃騎兵連隊自体は1762年2月10日に創設されたが、デンマーク陸軍は連隊の創設年月日をその最も古い部分、この場合は1614年に創設されたゼーラント近衛騎兵連隊から取っている。このため、近衛驃騎兵連隊は、現在も活動する世界最古の驃騎兵連隊のひとつであり、かつてのこの兵種の騎兵の特徴であった、吊り下げ式で編組されたペリセを現在も着用している唯一の騎馬パレード服の驃騎兵でもある。この場合、騎兵連隊はイギリス陸軍の王室騎兵隊と同じ役割を果たす。
1961年から1972年まで、連隊は2個機甲大隊と1個偵察大隊を担当した。1972年から2000年まで連隊は1個機甲大隊、1個機械化歩兵大隊、1個偵察大隊、1個歩兵大隊を担当。2000年から2004年まで、連隊は2個機甲大隊、2個機械化歩兵大隊、1個偵察大隊、2個歩兵大隊を担当した。また、1992年から2004年にかけては、第1ゼーラント旅団とデンマーク国際旅団に所属する2つの軽偵察中隊を編成していた。

### 2001年の合併
As part of the Defence Agreement 2000–04, it was decided to merge the Guard Hussar Regiment with the Zealand Life Regiment and the Danish Life Regiment. With this amalgamation of the three 歩兵regiments, the name and history of the new regiment had to be decided. This led to what the media called "the Colonels' War" (デンマーク語: Oberstkrigen), with the three colonels fighting for their regiment’s name and history to survive.
The Chief of Defence, Christian Hvidt, ordered the old insignia removed, which was not customary. The new 機甲horse head was nicknamed the "biker patch". Furthermore, it was decided that a colour be used alongside the standard.

### 現代
合併後、近衛驃騎兵連隊は多くの国際任務に参加し、16人の兵士を失った。.

## 編制

### 現在の編成
今日、近衛驃騎兵連隊は騎兵連隊として分類されているが、実際には装甲と歩兵の混成部隊であり、3個大隊がある。
- 近衛驃騎兵連隊、在スラーエルセ
  -  第1機甲歩兵大隊 – 第1旅団に割り当て; モットー: Hurtig i tanke og handling, livsfarlig for sine fjender
    -  参謀中隊 (SLEIPNER) モットー: Altid Klar
    -  第1機甲歩兵中隊 (1/I/GHR or VIDAR) モットー: Når storm lægger sig raser vi stadig
    -  第2機械化歩兵中隊 (2/I/GHR or ULTRA) モットー: Non plus ultra
    -  第4機械化歩兵中隊 (4/I/GHR) (inactive)

  -  第3偵察大隊 – 第2旅団に割り当て；モットー: Nec temere nec timide
    -  参謀中隊 (Inactive)
    -  第1軽偵察中隊 (1 LOPKESK)
    -  第2軽偵察中隊 (2 LOPKESK) nickname: Spøgelserne fra Bornholm
    -  第3軽偵察中隊 (3 LOPKESK)
    - 海兵中隊 (第4訓練中隊) - モットー:Klar til kamp – altid i front

  -  第5訓練大隊 –  第2旅団に割り当て; モットー:Terror in Hostes – Vor fjender til frygt
    -  参謀中隊 (Inactive)
    -  第1訓練中隊 - 8ヶ月動員徴兵 - モットー:Fremad på ny – hurtig og adræt (Forward again - fast and agile)
    -  第2訓練中隊 (Livkompagniet) - 4ヶ月訓練徴兵 - モットー:Fremad på ny – lige på og hårdt (Forward again - head on)
    - 第4機械化歩兵中隊 (4/V/GHR) - 8ヶ月訓練徴兵

  -  Mounted Squadron – 4ヶ月訓練and 8 months taking care of the regiments horses and public and ceremonial duties

### 正式に解散した部隊
- II/GHR 機甲大隊 (1955−1976), 歩兵大隊 (1977-2000), 機甲歩兵大隊 (2001-2018)
- IV/GHR 歩兵大隊 (1983−1996), 機甲歩兵大隊  (1997-2013).
- VI/GHR 歩兵大隊 (2000-2004).
- VII/GHR 歩兵大隊 (2000-2004).